# Federazione cestistica della Somalia
La Federazione cestistica della Somalia è l'ente che controlla e organizza la pallacanestro in Somalia.
La federazione controlla inoltre la nazionale di pallacanestro della Somalia. Ha sede a Mogadiscio e l'attuale presidente è Aden Hajji Yabarow.
È affiliata alla FIBA dal 1960 e organizza il campionato di pallacanestro della Somalia.